# Notospartium torulosum
Carmichaelia torulosum là một loài rau đậu thuộc họ Fabaceae. Loài này chỉ có ở New Zealand. Chúng hiện đang bị đe dọa vì mất môi trường sống.